# 2015年10月23日汲水門大橋封閉事件

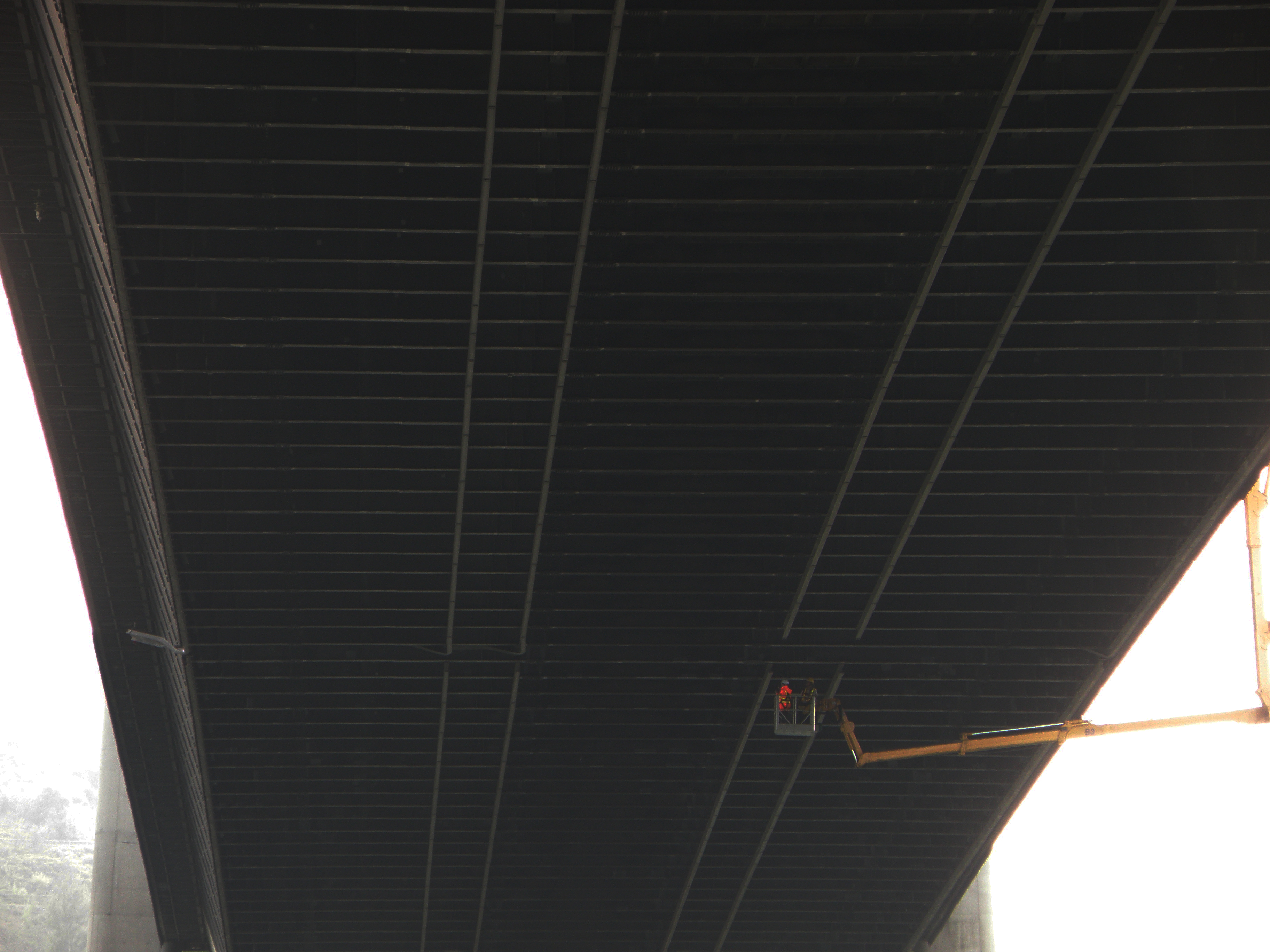
橋底受損情況

2015年10月23日汲水門大橋封閉事件是指連接香港荃灣區馬灣及大嶼山的汲水門大橋於當日受下方汲水門航道上的躉船撞擊影響，為安全計而須封閉作緊急檢查的事件。事件導致大嶼山及香港國際機場對外陸路交通中斷，航空交通亦受延誤。這是青嶼幹線繼1997年颱風維克托後再次出現全線封閉的情況，也是首次並非因惡劣天氣而須全線封閉。

## 起因
2015年10月23日晚上7時40分，青馬管理公司表示來往馬灣至大嶼山的汲水門大橋，因發生緊急事故，大橋防震警報系統響起，須要進行緊急檢查，青嶼幹線上下層行車線亦同時全線封閉，港鐵亦不能讓東涌綫及機場快綫列車在有關路段行駛。

## 影響
由於受青嶼幹線上下層行車線及大嶼山機場鐵路全線封閉影響，大嶼山對外陸路交通一度完全癱瘓，北大嶼山及荃灣、青衣一帶出現漫長車龍近2小時。而港鐵東涌綫來往青衣至東涌及機場快綫全綫亦暫停服務，事故期間東涌綫由香港開出的列車需要改以青衣為終點站，市民只能依賴渡輪服務出入大嶼山，至晚上約10時才恢復通車。市民批評有關方面安排混亂，以及路政、運輸署和警方協調慢。
路政署在24日下午約4時完成對汲水門大橋的詳細檢查，指大橋經歷船隻碰撞後，底部主要結構並沒有受損，橋樑整體結構狀況良好。只有附設於大橋底部結構外、近橋身中央用作承吊維修平台的一段全部6條路軌受損，橋身近路軌部分亦有少量螺絲脫落，但署方強調不影響結構安全。署方已指示青馬管制區營運公司，盡快完成修補受損毀組件，包括受損毀光纖、維修平台路軌及脫落螺絲。

## 政府回應
鑑於上述事故，路政署署長劉家強及運輸署副署長羅鳳屏於當晚午夜於灣仔入境事務大樓運輸署總部外會見傳媒。
路政署署長劉家強表示，該署人員接到青馬管理公司表示橋身震動警報響起，有2條光纖斷裂，路政署亦錄得汲水門橋曾出現不尋常擺動，基於安全守則，需要封閉大橋檢查，並派員趕到現場視察，初步懷疑有船隻從龍鼓水道轉往汲水門期間，自北往南碰撞汲水門大橋，但認為橋身無結構性問題。他又表示政府高層非常關注事件，行政長官梁振英於10月24日星期六早上主持約2小時的跨部門會議討論事件。梁振英在跨部門會議後說，已找到懷疑涉事拖船及躉船，又稱船隻當時疑違反牌照條件，會替船隻檢驗確定責任問題，並替相關人士錄取口供。對於封橋時被指安排混亂，梁強調須以安全為重，「不能冒任何風險」。他說，政府第一時間替橋檢查，將影響情况減至最低、影響時間縮至最短，因此趕不上航班的乘客少於100人。

## 爭議
- 公共專業聯盟召集人黎廣德在接受電台訪問時批評，當年規劃青嶼幹線時，當局已知道大橋是一個交通樽頸位，雖然有上下行及鐵路三重車道，惟一旦整條橋不能使用時，就會造成癱瘓，是大嶼山交通規劃一大缺點。他認為，要等待屯門至赤鱲角連接路通車，才能根治問題。[4]

- 多名離島區區議會議員批評政府無視東涌及大嶼山居民需要，稱東涌擴展後人口將增至27萬，但只有一條陸路交通接駁市區。時任離島區議會副主席周轉香表示，今次是機場啟用以來最嚴重一次封橋事故，即使在2008年6月香港暴雨中，所引發的北大嶼山公路的山泥傾瀉，亦仍可使用鐵路，但今次是全橋封閉。她批評政府對東涌交通問題「麻痺」及「缺乏危機感」。[5]又認為大嶼山規劃一向有問題，大嶼山居民多年來一直向政府反映不應只得一條橋連接機場以至整個大嶼山，加上區內人口不斷增加，政府有必要改善交通配套。她認為即使屯門至赤鱲角連接路於2020年通車，但仍應興建多一條鐵路以分散風險，並應並應研究短期應變措施[6]，例如將中轉旅客使用的海天碼頭，開放給市民及其他旅客使用。[7]

而蘋果日報即時新聞的報道，亦批評運輸署自晚上7時許陸路中斷後，遲遲未提出任何緊急應變措施或交通建議，直至晚上9時25分才向傳媒發稿，建議進出機場或東涌的市民，可考慮乘搭愉景灣渡輪，再轉乘愉景灣巴士，來往中環至機場或東涌；亦有人認為香港政府未有就大嶼山及赤鱲角機場的陸路交通中斷時制定應變計劃。

## 事故調查及法律行動
2015年10月24日下午，警方以涉嫌刑事毁壞拘捕3名男子，年齡介乎39歲至62歲，包括拖船船長及2名躉船船員，由水警總區重案組跟進。
2016年9月3日，船長黎木喜和拖船東主永業機器工程有限公司承認一項「碰撞汲水門大橋」罪。船長另一較重控罪「危害他人海上安全」獲律政司不提證供起訴。
2017年4月11日，涉事躉船的拖船船長黎木喜，以及涉事拖船「永照12」的船東永業機器工程有限公司，早前各承認一項碰撞汲水門大橋罪，案件在西九龍法院判刑。辯方求情時指黎氏曾於10號風球下協助拯救遇上意外的船隻，裁判官聽畢求情後，判黎木喜監禁4星期，緩刑12個月，而涉事拖船的船公司永業則罰款1.5萬港元。

## 外部連結
- 大嶼山僅得一橋連接市區　封路即變孤島，蘋果日報，2015年10月24日